# Renzo Alfani
Renzo José Ignacio Alfani (Rosario, Provincia de Santa Fe, Argentina, 18 de febrero de 1996) es un futbolista argentino. Juega como defensa central y su equipo actual es Asociación Club Deportivo Juan Pablo II College de la Liga 1 de Perú.

## Trayectoria

### Rosario Central
Su debut con el club de sus amores Rosario Central se produjo el 18 de diciembre de 2016 en la victoria del club de Barrio Arroyito como visitante frente a Belgrano de Córdoba por 2 a 0 en el Estadio Mario Alberto Kempes; fue titular en la zaga teniendo un gran desempeño y dejando una gran impresión entre los simpatizantes auriazules.
Con la llegada del nuevo DT Paolo Montero fue tenido en cuenta en el primer equipo como relevo en la zaga central. No volvería a jugar hasta el 25 de abril de 2017 cuando le tocó ser capitán del elenco canalla, en el partido disputado, frente a Cañuelas, por Copa Argentina donde fue figura del equipo junto a otros compañeros de equipo. 
Luego del partido el entrenador Paolo Montero explicó por qué decidió darle el brazalete pudiendo habérselo entregado a un futbolista como Teófilo Gutiérrez:  "Lo elegimos porque es un jugador que tiene todo para ser líder. Es fanático de Central y viene entrenando muy bien", respaldando de esta manera al jugador
En el primer semestre de 2017 solo disputó un encuentro por el Campeonato de Primera División; fue en la goleada canalla 4 a 1 frente al Racing Club de Avellaneda donde ingresó en el segundo tiempo a jugar como lateral izquierdo.
En el segundo semestre de 2017 disputa la Copa Santa Fe 2017 con el equipo de Rosario Central (integrado por mayoría de jugadores de reserva) y se consagra campeón.

### Villa Dálmine
En noviembre del año 2017 es cedido a préstamo al Club Villa Dálmine con contrato hasta mediados de 2018.
Tras eso vuelve a Rosario Central donde no tendría la continuidad deseada, solo jugó 1 partido.

### Santos FC
El 2019 ficha por el Santos Fútbol de Nazca junto a su compatriota y compañero en Rosario, Matías Mansilla, para jugar la Liga 2.

### Deportivo Municipal
Para el 2020 ficha por Deportivo Municipal tras hacer una gran campaña con el  Santos Futbol. Debuta en la primera fecha del Apertura en el empate a uno ante la Universidad César Vallejo en el Mansiche. En la cuarta fecha del Apertura, anota su primer gol con el Muni en el empate a uno ante el Carlos Stein, rematando un centro de Rodrigo Vilca para adelantar a su equipo momentáneamente. Su temporada fue buena, jugó 16 partidos y anotó 2 goles.
En el 2024 fichó por Juan Pablo II College para afrontar la Liga 2 2024. A final de temporada logró el ansiado ascenso a la Liga 1, quedando como subcampeón del torneo. Jugó 17 partidos y anotó 2 goles.

## Clubes
| Club                | País      | Año         |
| ------------------- | --------- | ----------- |
| Rosario Central     | Argentina | 2016 - 2018 |
| Villa Dálmine       | Argentina | 2018        |
| Rosario Central     | Argentina | 2018 - 2019 |
| Santos F. C.        | Perú      | 2019        |
| Deportivo Municipal | Perú      | 2020        |
| Carlos A. Mannucci  | Perú      | 2021        |
| Juan Aurich         | Perú      | 2023 -      |

## Palmarés
| Competición    | Club            | País      | Año  |
| -------------- | --------------- | --------- | ---- |
| Copa Santa Fe  | Rosario Central | Argentina | 2017 |
| Copa Argentina | Rosario Central | Argentina | 2018 |

### Distinciones individuales
| Distinción                                                           | Año  |
| -------------------------------------------------------------------- | ---- |
| Mejor once de la Liga 2 según la SAFAP                               | 2019 |
| Equipo ideal de la Liga 2 según el portal periodístico Dechalaca.com | 2019 |